# 任政 (1916年)
任政（1916年2月25日—1999年8月30日），字兰斋，浙江黄岩人，中国书法家。

## 生平

### 早年经历
任政于1916年2月25日出生于浙江黄岩路桥镇，于七岁起开始研习诗文书法。1939年考入上海邮电局。1947年，个人生平及作品被收录于《中国美术年鉴》。1954年任上海邮政总局机关工会主席。1961年入上海中国书法篆刻研究会。

### 成名
1979年，上海字模厂为了填补报刊杂志活字排版缺少汉字行书体的空白，遍邀全国书法名家试笔。作品隐去了作者的名字，广泛征求读者意见。经过评比投票，任政行书以“熔铸百家，妙成一体”的风格一举中标。“任政体”被中国各大报刊及中央电视台采用，以后又作为“书写标准模本”进入全国规范的电脑字库（即“华文行楷”），深入中国千家万户。
1982年先后受聘于复旦大学、上海外国语学院和交通大学，任艺术顾问；1994年为全国邮电局书写标准字样，受邮电局嘉奖。1997年，被上海市文联誉为“艺德双馨”的书法家。

### 去世
1999年8月30日因病医治无效去世，终年八十三岁。

## 书法特点
任政楷书法初唐，行草宗二王，分隶书两汉，在继承传统基础上，推陈出新，创出自己风格。任字雄健挺拔、工整秀丽，受国内外书法爱好者赞赏。

## 出版作品
- 《楷书基础知识》
- 《少年书法》
- 《楷书基本笔法》
- 《禇体中楷模范字帖》
- 《楷书结构》
- 《祖国的书法艺术》
- 《书法教学》
- 《隶书写法指南》
- 《兰斋唐诗宋词行书帖》
- 《任政隶书字帖》
- 《任政行书千家诗帖》